# Zubahî, Ripkî
Zubahî (în ucraineană Зубахи) este un sat în comuna Petruși din raionul Ripkî, regiunea Cernihiv, Ucraina.

## Demografie
Componența lingvistică a localității Zubahî
     Ucraineană (98,86%)
     Rusă (1,14%)
Conform recensământului din 2001, majoritatea populației localității Zubahî era vorbitoare de ucraineană (98,86%), existând în minoritate și vorbitori de rusă (1,14%).